# Nazar (Rapper)

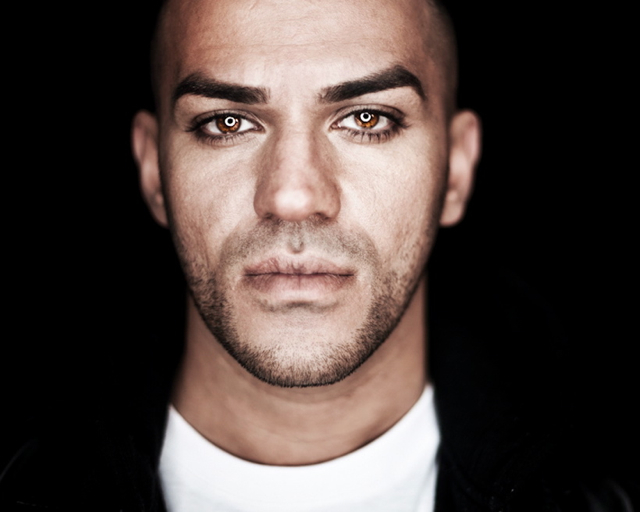
Nazar (2012)

Nazar (* 20. September 1984 in Teheran, Iran; bürgerlich Ardalan Afshar) ist ein österreichischer Rapper und Musikvideoregisseur iranischer Abstammung aus Wien.

## Leben
Der in Teheran geborene Musiker wuchs in Wien auf. Sein Vater war als Soldat im Irak-Iran-Krieg gefallen, woraufhin seine Mutter mit ihm und seinem Bruder nach Österreich flüchtete. Nazar verbrachte seine Jugend im Wiener Bezirk Favoriten, wo es zu dieser Zeit oft zu Auseinandersetzungen mit Neonazis kam. 2006 begann Nazar mit seiner Karriere als Rapper. Bei einem Auftritt nahe Stuttgart wurde er vom Label Assphalt Muzik entdeckt. Im Jahr 2007 veröffentlichte Nazar mehrere Songs über das Internet, die sich auch außerhalb der Landesgrenzen schnell verbreiteten.
Seine erste offizielle Single Streetfighter Part 2 war der Vorbote für den kommenden Longplayer. Am 27. Juni 2008 erschien sein erstes Studio-Album Kinder des Himmels. Bereits zuvor war das Video zum Promo-Song Kinder des Himmels am 10. Juni 2008 erstmals auf dem deutschen Sender MTV in der Sendung Total Request Live zu sehen und erreichte auch direkt den Platz 1 der Charts. Auch mit dem dritten Video Präsidentenwahl (mit Summer Cem), das 2009 erschien, hielt sich Nazar neun Wochen auf Platz 1 der MTV Charts, was ihn zu einem der bekanntesten Rapper Österreichs machte. Er erhielt dafür auch den Goldenen Pinguin in der Kategorie Austro Star des Jahres.
Am 12. März 2010 veröffentlichte Nazar mit RAF Camora das Album Artkore.
Nachdem Nazar im Frühjahr 2010 angekündigt hatte, sich aus dem Musikgeschäft zurückzuziehen, veröffentlichte er im darauf folgenden Spätsommer das Lied Meine Stadt, das er mit Chakuza, RAF Camora und Kamp aufgenommen hatte. Am 5. September 2010 gab Nazar mit diesen Kollaborationspartnern ein Gratis-Konzert, das Peko Baxant mitinitiierte – der Track Meine Stadt ist auch Teil der SPÖ Wien-Kampagne Ich bin Wien. Laut eigenen Aussagen ist Nazar SPÖ-Sympathisant und FPÖ-Gegner. In einigen Liedern beschimpft er den FPÖ-Obmann Heinz-Christian Strache, woraufhin FPÖ-Funktionäre ihn als „Terror-Rapper“ und „Islamistenrapper“ bezeichneten.
Am 6. Mai 2011 kam Arman T. Riahis Dokumentarfilm Schwarzkopf, der sich mit Wiener Jugendlichen mit Migrationshintergrund beschäftigt, in die österreichischen Kinos. Nazar übernahm in dem semibiografischen Streifen die Hauptrolle. Am 13. Mai 2011 erschien das Album Fakker, das wieder von RAF Camora mitproduziert wurde. Das Album erreichte Platz 6 der österreichischen Charts, was auch Nazars vermehrter Bekanntheit nach Schwarzkopf zugeschrieben wurde. Ab Dezember 2011 war Nazar als Coach bei der Dokusoap Blockstars – Sido macht Band auf ORF eins zu sehen.
Mitte 2012 gab Afshar über Facebook bekannt, dass er und sein langjähriger Freund RAF Camora von nun an getrennte Wege gehen würden.
Am 7. September 2012 veröffentlichte Nazar sein viertes Soloalbum Narkose, mit dem es ihm gelang, auch in Deutschland mit einer Top-10-Platzierung in die Charts einzusteigen.
Im Mai 2013 gewann Nazar erstmals einen Amadeus Award. Wenige Monate darauf gab er über seine Facebookseite bekannt, dass er bereits an einem neuen Album arbeite, welches 2014 veröffentlicht werde, das Camouflage heißt.
Am 16. April 2014 wurde bekanntgegeben, dass Nazar einen Vertrag bei Universal Music Österreich unterschrieb, die das Album Camouflage gemeinsam mit Wolfpack Entertainment als Partner für Deutschland veröffentlichen. Camouflage wird unter anderem von Thomas Rabitsch produziert, der bereits mit Falco und anderen bekannten österreichischen Musikern zusammenarbeitete.
Sein Video zum Song An manchen Tagen wurde 2014 mit einem Amadeus Award ausgezeichnet. Die zweite Auszeichnung bekam er im Jahr darauf in der Kategorie Hip Hop/Urban.
2015 war Nazar als Juror beim Vorentscheid des Eurovision Song Contest, mit einer provokanten Aussage über FPÖ-Klubobmann Heinz-Christian Strache und als Werbegesicht für den österreichischen Fußball in den Medien präsent.
Am 13. Mai 2016 veröffentlichte Nazar das Album Irreversibel, mit dem er, nach eigenen Aussagen, etwas anderes versuchte. Es erreichte bereits am 18. Mai Goldstatus in Österreich.
Für den Anfang 2017 veröffentlichten Spielfilm Die Hölle von Regisseur Stefan Ruzowitzky lieferte Nazar den Titelsong. Im April wurde er bei den Amadeus Awards zum zweiten Mal in der Kategorie HipHop / Urban und zum vierten Mal insgesamt ausgezeichnet.

## Diskografie
Studioalben

| Jahr | Titel              | Höchstplatzierung, Gesamtwochen, AuszeichnungChartplatzierungen (Jahr, Titel, Platzierungen, Wochen, Auszeichnungen, Anmerkungen, Cover) | Höchstplatzierung, Gesamtwochen, AuszeichnungChartplatzierungen (Jahr, Titel, Platzierungen, Wochen, Auszeichnungen, Anmerkungen, Cover) | Höchstplatzierung, Gesamtwochen, AuszeichnungChartplatzierungen (Jahr, Titel, Platzierungen, Wochen, Auszeichnungen, Anmerkungen, Cover) | Anmerkungen                                             | Cover |
| Jahr | Titel              | DE | AT | CH | Anmerkungen                                             | Cover |
| ---- | ------------------ | --- | --- | --- | ------------------------------------------------------- | ----- |
| 2008 | Kinder des Himmels | — | — | — | Erstveröffentlichung: 27. Juni 2008                     | Cover |
| 2009 | Paradox            | — | — | — | Erstveröffentlichung: 26. Juni 2009                     | Cover |
| 2011 | Fakker             | DE36 (1 Wo.)DE | AT6 (2 Wo.)AT | — | Erstveröffentlichung: 13. Mai 2011                      | Cover |
| 2012 | Narkose            | DE10 (1 Wo.)DE | AT5 (2 Wo.)AT | CH28 (1 Wo.)CH | Erstveröffentlichung: 7. September 2012                 | Cover |
| 2013 | Fakker Lifestyle   | DE3 (1 Wo.)DE | AT2 (2 Wo.)AT | CH15 (1 Wo.)CH | Erstveröffentlichung: 16. August 2013                   |       |
| 2014 | Camouflage         | DE2 (3 Wo.)DE | AT1 Gold · (8 Wo.)AT | CH5 (3 Wo.)CH | Erstveröffentlichung: 22. August 2014 Verkäufe: + 7.500 |       |
| 2016 | Irreversibel       | DE7 (2 Wo.)DE | AT1 Gold · (3 Wo.)AT | CH22 (1 Wo.)CH | Erstveröffentlichung 13. Mai 2016 Verkäufe: + 7.500     |       |
| 2018 | Mosaik             | DE15 (1 Wo.)DE | AT2 (1 Wo.)AT | CH38 (1 Wo.)CH | Erstveröffentlichung: 15. Juni 2018                     |       |
| 2020 | DNA                | — | AT10 (2 Wo.)AT | — | Erstveröffentlichung: 4. Dezember 2020                  |       |